# Teschendorf (Löwenberger Land)
Teschendorf ist ein Ortsteil der Gemeinde Löwenberger Land im Norden des Landes Brandenburg.

## Geographie

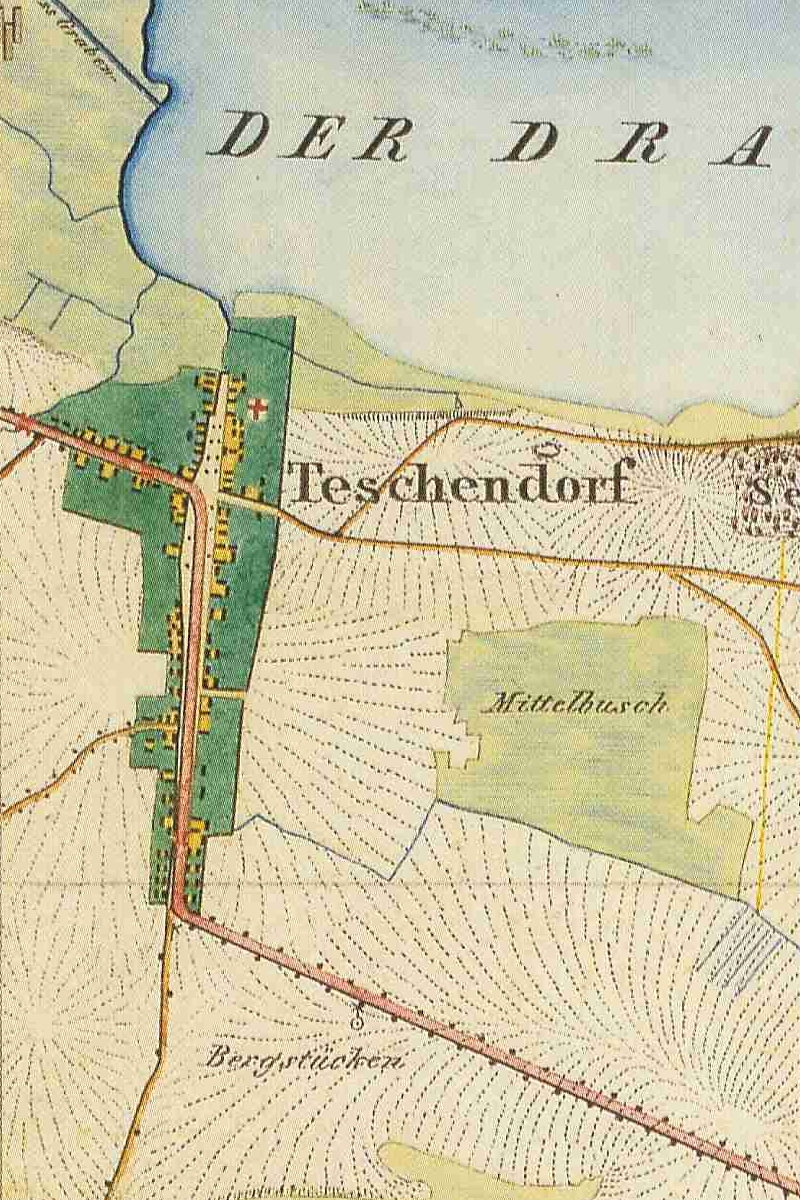
Teschendorf auf einem Messtischblatt der Preußischen Uraufnahme von 1840

Teschendorf liegt am naturräumlichen Übergang von der Granseer Platte und der Rüthnicker Heide zur Zehdenick-Spandauer Havelniederung. Durch die Ortslage führt die Bundesstraße 96. Zum Ortsteil gehören die Wohnplätze Ausbau Wackerberge und Blumenhof sowie der Kleine Plötzsee. Der sich nordöstlich der Ortslage anschließende Dreetzsee gehört bereits zu Neulöwenberg. Teschendorf grenzt im Norden an die Ortsteile Linde, Löwenberg und Neulöwenberg, im Osten an den Ortsteil Grüneberg, im Süden an den Ortsteil Nassenheide und die Stadt Kremmen (Ortsteil Hohenbruch) sowie im Süden und Westen an den Ortsteil Neuendorf.

## Geschichte
Teschendorf wurde 1271 als Teskendorp erstmals urkundlich erwähnt.  Seit der Ersterwähnung stand Teschendorf als Teil des Landes Löwenberg bis 1460 unter der Lehnshoheit der Bischöfe von Brandenburg. Zuerst war es im Besitz des von Kerkow, anschließend gehörte es verschiedenen Pfandbesitzern. 1374 gab es in Teschendorf ein bischöfliches Schloss. 1459 war es ein Pfarrdorf. Von 1460 bis zur Aufhebung der Grundherrschaft 1872 gehörte Teschendorf mit zeitweiliger Ausnahme einzelner Höfe zur Herrschaft Löwenberg beziehungsweise zum Gut Hoppenrade.
Im Jahr 1800 gab es ein Vorwerk in Teschendorf. 1817 kam der Ort vom Glien-Löwenbergischen Kreis der Mark Brandenburg zum Kreis Ruppin der neuen Provinz Brandenburg. 1881 hatte Teschendorf die Siedlungsform eines breiten Straßendorfes. Im Jahr 1900 war Teschendorf eine Landgemeinde mit einer Fläche von 1749 ha. Zum Gemeindebezirk gehörte der Wohnplatz Blumenhof. 1925 bestand ein weiter Wohnplatz mit der Bezeichnung Wackerberge. 1946 wurden im Rahmen der Bodenreform in der Sowjetischen Besatzungszone rund 425 ha Bodenfläche aufgeteilt. Eine Landwirtschaftliche Produktionsgenossenschaft wurde 1953 gegründet.
Seit der Verwaltungsreform von 1952 gehörte Teschendorf zum Kreis Oranienburg des Bezirks Potsdam. Von 1992 bis 1997 wurde Teschendorf durch das Amt Löwenberg verwaltet und wurde 1993 Teil des neuen Landkreises Oberhavel. Am 31. Dezember 1997 wurde das Amt Löwenberg aufgelöst und Teschendorf schloss sich mit neun weiteren Gemeinden zur neuen Gemeinde Löwenberger Land zusammen. Teschendorf bildet seitdem einen Ortsteil.

## Einwohnerentwicklung
Die folgende Tabelle zeigt die Einwohnerentwicklung von Teschendorf zwischen 1875 und 1996 im Gebietsstand des jeweiligen Stichtages:
| Stichtag      | Einwohner | Bemerkungen                         |
| ------------- | --------- | ----------------------------------- |
| 1. Dez. 1875  | 0865      | Volkszählung                        |
| 1. Dez. 1890  | 0981      | Volkszählung                        |
| 1. Dez. 1910  | 0883      | Volkszählung                        |
| 16. Juni 1925 | 0898      | Volkszählung                        |
| 16. Juni 1933 | 0956      | Volkszählung                        |
| 17. Mai 1939  | 0967      | Volkszählung                        |
| 29. Okt. 1946 | 1343      | Volkszählung                        |
| 31. Aug. 1950 | 1258      | Volkszählung                        |
| 31. Dez. 1964 | 0986      | Volkszählung                        |
| 1. Jan. 1971  | 0954      | Volkszählung                        |
| 31. Dez. 1981 | 0872      | Volkszählung                        |
| 3. Okt. 1990  | 0840      | Tag der Deutschen Einheit           |
| 31. Dez. 1996 | 0832      | letzter Stichtag vor Gemeindefusion |

## Kultur und Sehenswürdigkeiten
Die Kirche Teschendorf ist eine Saalkirche aus dem 13. Jahrhundert im frühgotischen Stil. Das Gebäude aus bearbeiteten Feldsteinen besitzt einen breiten Kirchturm sowie Granitportale und einen barocken Kanzelaltar. Der Turmaufbau stammt von 1601, der achteckige Knickhelm  von 1682. Zwischen gotischen Fenstern finden sich spitzbogige Zwillingsblenden.
Am Nordwestufer des Dreetzsees liegt die Ruine der mittelalterlichen Burg Schrabsdorf.